# Långsjön (Malungs socken, Dalarna)
Långsjön är en sjö i Malung-Sälens kommun i Dalarna och ingår i Dalälvens huvudavrinningsområde. Sjön har en area på 0,375 kvadratkilometer och ligger 295,5 meter över havet. Sjön avvattnas av vattendraget Drombäcken.

## Delavrinningsområde
Långsjön ingår i det delavrinningsområde (674517-139951) som SMHI kallar för Mynnar i Ogströmmen. Medelhöjden är 299 meter över havet och ytan är 1,61 kvadratkilometer. Det finns ett avrinningsområde uppströms, och räknas det in blir den ackumulerade arean 25,18 kvadratkilometer. Drombäcken som avvattnar avrinningsområdet har biflödesordning 5, vilket innebär att vattnet flödar genom totalt 5 vattendrag innan det når havet efter 383 kilometer. Avrinningsområdet består mestadels av skog (64 procent). Avrinningsområdet har 0,37 kvadratkilometer vattenytor vilket ger det en sjöprocent på 23,3 procent.